# Rey Guevarra
Rey Francis J. Guevarra(Parañaque,24 de novembro de 1986) é um basquetebolista profissional filipino.Atualmente joga no Mahindra Floodbuster.